# Mastixis
Mastixis är ett släkte av fjärilar. Mastixis ingår i familjen nattflyn.

## Dottertaxa tillMastixis, i alfabetisk ordning[1]
- Mastixis aeneas
- Mastixis albilimbata
- Mastixis angitia
- Mastixis anthores
- Mastixis aonia
- Mastixis apsinthes
- Mastixis aspisalis
- Mastixis asteralis
- Mastixis bisignalis
- Mastixis castronalis
- Mastixis chloe
- Mastixis comptulalis
- Mastixis dukinfieldi
- Mastixis fulvisigna
- Mastixis galealis
- Mastixis goniophora
- Mastixis hipocoon
- Mastixis hyades
- Mastixis infuscata
- Mastixis languida
- Mastixis lineata
- Mastixis lysianiax
- Mastixis macedo
- Mastixis malis
- Mastixis mallophora
- Mastixis moralis
- Mastixis polybealis
- Mastixis responsalis
- Mastixis rilmela
- Mastixis stalemusalis
- Mastixis stigmalis
- Mastixis tessellata
- Mastixis turrialbensis